# سام پرنیا
سام پرنیا استاد پزشکی در NYU Langone Medical Center است. او در این مرکز هدایت تحقیقات احیای قلبی ریوی را برعهده دارد. او برای کارهایش درباره مطالعات علمی مربوط به مرگ و تجربه نزدیک مرگ شناخته شده است. او ابتدا از دانشکده پزشکی Guys and St. Thomas از دانشگاه لندن فارغ التحصیل شد. سپس دکترای خود را در زیست‌شناسی سلولی از دانشگاه ساوت‌همپتون دریافت کرد. سام پرنیا مقالات متعددی در مجلات علمی در زمینه ریوی و تجربیات نزدیک مرگ نگاشته و در حال حاضر به فعالیت در بیمارستان‌های انگلیس و مرکز پزشکی ویل کرنل (Weill Cornell Medical Center) در نیویورک مشغول است و در زمینهٔ ریوی و در بخش مراقبت‌های ویژه کار می کند. سام پرنیا یکی از منقدین ژورنال پزشکی نیوانگلند (New England Journal of Medicine) است.
پرنیا معتقداست که بعد از ایست مغز و مرگ بالینی، آگاهی ادامه می یابد. او و همکارانش با بیش از ۳۵۰۰ مورد مواجه شده اند که نشان می‌دهد بعد از مرگ بالینی اگاهی شان واضح بوده است. برخی از این افراد از ترس تمسخر دیگران مایل نیستند درباره تجربیات خود صحبت کنند.
سام پرنیا هنگام کار در بخش مراقبت های ویژه به جمع‌آوری شواهد بعضی از بیماران از تجربه نزدیک به مرگ در هنگام مرگ بالینی پرداخت و سپس خود تحقیقاتی در این زمینه انجام داد و نتیجه تحقیقاتش را در کتابی به نام What Happens When we Die منتشر کرد. این کتاب در سال ۱۳۸۴ با نام «وقتی می‌میریم چه می‌شود؟» ترجمه شد.
در پاییز ۲۰۰۸ پرنیا و همکاران یک تحقیق گسترده موسوم به AWARE Study را آغاز کرد. این تحقیق که بزرگترین تحقیق تکمیل شده پیرامون بررسی علمی پدیدهٔ تجربه نزدیک به مرگ است و چندین محقق در بیمارستان‌های چندین کشور در آن نقش داشتند بر روی ۱۵۰۰ بازماندهٔ ایست قلبی انجام شد. نتایج تحقیق پس از نهایی شدن در اکتبر ۲۰۱۴ در ژورنال Resuscitation منتشر شد. متأسفانه با وجود گستردگی تحقیق تنیجهٔ آن قاطعانه نبود.
بعدتر پرنیا و همکاران تحقیق دیگری موسوم به AWARE Study II را آغاز کردند که بهبودیافتهٔ تحقیق قبلی است و امید می‌رود نتایج قاطعانه‌تری حاصل کند. این تحقیق نیز قرار است در مراکز درمانی مختلف مستقل و بر روی ۱۵۰۰ بازماندهٔ ایست قلبی انجام شود. این تحقیق در مهٔ ۲۰۱۷ نهایی خواهد شد.

## تألیفات
- وقتی می‌میریم چه می‌شود؟(What happens when we die)
- حذف مرگ، علمی که مرزهای میان مرگ و زندگی را از نو ترسیم می‌کند.Erasing Death' Explores The Science Of Resuscitation<refhttp